# 27º Congresso degli Stati Uniti d'America
Il 27º Congresso degli Stati Uniti d'America, formato dal Senato e dalla Camera dei rappresentanti, si è riunito a Washington, D.C. presso il Campidoglio dal 4 marzo 1841 al 4 marzo 1843. Riunitosi durante l'unico mese di carica del presidente William Henry Harrison (deceduto appena un mese dopo aver assunto ufficialmente la carica) nonché nel primo e nel secondo anno del suo successore, John Tyler, questo Congresso ha visto ribaltato il dominio del Congresso, con il Partito Whig che è riuscito a conquistare il dominio sia della Camera che del Senato.

## Contesto ed eventi importanti
Il nuovo Congresso vede per la prima volta una maggioranza del Partito Whig sia al Senato che alla Camera dei rappresentanti. Il Whig, inoltre, ha ottenuto la vittoria del suo candidato alle presidenziali, William Henry Harrison, che è diventato appunto presidente degli Stati Uniti e con il quale il Congresso a maggioranza Whig vuole ribaltare anni di dominio politico di matrice jacksoniana. Ma un colpo di scena cambia improvvisamente il quadro politico. Harrison ha sostenuto una campagna elettorale durissima per battere Van Buren. Ha percorso in lungo e in largo gli Stati Uniti, con una campagna elettorale organizzatagli dal partito che gli è costata la salute. Dopo appena un mese dall'assunzione della sua carica, Harrison muore di polmonite, scontando la fatica e il freddo che ha dovuto subire nei mesi della campagna elettorale. È il vicepresidente John Tyler ad assumere le funzioni di presidente. E questa non è una buona notizia per il Whig. John Tyler è sempre stato una voce fuori dal coro del Whig. È sempre stato sostenitore di un'interpretazione rigorosa della Costituzione, non ha mai avuto simpatia per la volontà del Whig di ricostituire una banca nazionale, di aumentare le tariffe doganali, non ha mai appoggiato il piano di infrastrutture che il Whig vorrebbe implementare e, soprattutto, è uno dei componenti del Whig più vicino alla posizione del "diritto degli stati", ovvero quella tendenza politica a favorire il diritto statuale rispetto alla legge federale. Si trova nel Whig soltanto per la sua forte avversione nei confronti di Andrew Jackson. Tyler però vuole subito farsi accreditare come un presidente con pieni poteri, dato che è pienamente consapevole dei dubbi che circondano il tema della successione presidenziale. Nel giro di due giorni effettua il giuramento e dichiara espressamente di essere un presidente con pieni poteri. Per calmare le acque della maggioranza Whig al Congresso, Tyler accetta che il suo gabinetto si componga di tutti i membri che erano stati nominati da Harrison, eccettuato per il Segretario di stato, Daniel Webster.
Subito però comincia un conflitto tra Congresso e presidenza che durerà per tutto il biennio di legislatura. Nel settembre 1841, il Whig propone in votazione al Congresso il progetto di creazione di una banca nazionale, sul modello della defunta Seconda Banca degli Stati Uniti. Tyler si oppone con il veto presidenziale e le ire del Whig si scatenano contro di lui. Tutti i membri del gabinetto si dimettono all'istante ed è ormai guerra aperta. Con grande difficoltà Tyler riuscì a far confermare al Senato i suoi nuovi componenti del gabinetto, tutti provenienti dall'ala del Whig più vicina alla dottrina del "diritto degli stati" e oppositori di Henry Clay, il "grande capo" del partito Whig. E la legislatura si caratterizza per un continuo botta e risposta su tutti i temi portati in Congresso.
Il 1842 è l'anno in cui si approva un'importante legge che modifica la ripartizione dei seggi per ogni singolo stato alla Camera dei rappresentanti. Fino a quel momento, le modalità di elezione erano demandate ai singoli stati, i quali avevano la libertà di scegliere se organizzare un sistema elettorale per distretto oppure a circoscrizione unica (at-large). L'Apportionment Act del 1842 ricalca quasi per intero gli Apportionment Act precedenti. Sulla base del censimento che si realizzava ogni dieci anni, la legge autorizzava la redistribuzione dei seggi che venivano aggiunti sulla base degli incrementi o delle diminuzioni demografiche dei singoli stati. Ma, a differenza degli anni precedenti, l'Apportionment Act del 1842 stabilisce innanzitutto una riduzione del numero dei seggi alla Camera, che passano da 242 a 223. Inoltre introduce il divieto esplicito per gli stati di utilizzare il sistema at-large: ogni rappresentante eletto deve essere espressione di un proprio distretto elettorale. Proprio per questo la legge è stata duramente attaccata dai sostenitori della "teoria del diritto degli stati": una legge federale introduceva un limite al potere degli stati di decidere il loro sistema per eleggere i propri rappresentanti alla Camera. Fino agli anni '60 dell'Ottocento la Camera non vedrà aumentati enormemente i numeri dei seggi, nonostante ad ogni censimento si registrasse un aumento cospicuo della popolazione. Il problema si riproporrà enormemente con l'introduzione del XIV emendamento: concedendo la cittadinanza e eguali diritti agli ex-schiavi liberati, il numero dei cittadini negli stati del Sud aumentò esponenzialmente, mandando in frantumi il sistema di rappresentanza fino a quel momento stabilito.
Il Congresso intanto deve affrontare una questione interna al Rhode Island che potrebbe sfociare facilmente in una guerra civile. Il Rhode Island è dal periodo coloniale  dominato da proprietari terrieri molto ricchi che hanno sempre voluto gelosamente conservare il loro potere limitando duramente il diritto di voto. In questo stato è ancora in vigore una legge elettorale che accorda il diritto di voto soltanto a chi si dimostra proprietario di un terreno. A partire dagli anni '30, però, le città dello stato si ingrandiscono a causa dell'aumento dell'attività produttivo-industriale e i nuovi cittadini reclamano il diritto di essere rappresentati. In una prima fase nasce la Rhode Island Suffrage Association fondata da Thomas Wilson Dorr. È un movimento di protesta che reclama il diritto di voto per la popolazione urbana. Il governo elitario dello stato però non accetta alcun cambiamento e nel 1842 Dorr proclama l'esistenza di un nuovo governo. Per sei settimane nel Rhode Island esistono due governi rivali, fino a quando il governo "istituzionale" cede e approva una riforma elettorale dove annulla il requisito della proprietà terriera per poter votare. Tuttavia, qualche mese dopo condannerà per sedizione Dodd e cinque suoi collaboratori all'ergastolo (verranno graziati dal governatore del Rhode Island nel 1845, quando i disordini tenderanno ad affievolirsi).

### Cronologia
- 4 marzo 1841 - Inizia ufficialmente l'incarico presidenziale di William Henry Harrison, che così diventa il nono presidente della storia degli Stati Uniti. Harrison è stato il primo presidente espresso dal Whig. Dopo il rifiuto di Henry Clay di assumere la carica di Segretario di stato, l'incarico di questo delicato posto nell'amministrazione è stato assunto da Daniel Webster.
- 9 marzo 1841 - Il caso dei 53 schiavi della nave Amistad giunge alla Corte suprema degli Stati Uniti. Nella sentenza la Corte dichiara gli schiavi liberi perché erano stati illegalmente resi in condizione servile dall'equipaggio spagnolo della nave. A difendere gli schiavi con un'arringa memorabile (durata 4 ore, raccontano le cronache) era stato John Quincy Adams.
- 4 aprile 1841 - Il presidente Harrison muore di polmonite, appena un mese dopo aver assunto la carica (probabilmente contratta dopo una campagna elettorale che lo ha esposto alle intemperie in modo eccessivo). Harrison è dunque il primo presidente nella storia degli Stati Uniti ad essere deceduto durante l'incarico, ed è a tutt'oggi il presidente ad essere rimasto in carica per il tempo più breve (un mese esatto). L'incarico presidenziale passa al vicepresidente, John Tyler. Alcuni osservatori fanno notare che la Costituzione e il Presidential Succession Act del 1792 stabiliscono che Tyler dovrebbe essere considerato presidente pro tempore, dovendosi indire subito nuove elezioni presidenziali. Nonostante le polemiche, Tyler ha fin da subito sostenuto di essere un presidente con pieni poteri.
- 6 aprile 1841 - John Tyler effettua il giuramento e diventa ufficialmente il 10º presidente nella storia degli Stati Uniti.
- 9 aprile 1841 - John Tyler tiene il suo discorso inaugurale di fronte al Congresso nel quale dichiara suo obiettivo mantenere una politica monetaria sobria e senza scossoni, rispettosa del dettato costituzionale. Tyler fin da subito si dimostra non in linea con il Partito Whig di cui è espressione riguardo a tanti temi, soprattutto la gestione economica.
- 10 aprile 1841 - Esce per la prima volta a New York il New York Tribune. Edito da Horace Greeley, si caratterizza per essere schierato con il Whig. Sarà anche grazie ai suoi articoli che verrà la spinta a formare il futuro (e attuale) Partito Repubblicano. Su questo giornale dal 1852 al 1862 verranno pubblicati gli articoli di Karl Marx, ingaggiato dal quotidiano come loro corrispondente da Londra.
- 19 giugno 1841 - Un gruppo di irregolari texani e di avventurieri parte dal Texas per raggiungere Santa Fe e strapparla dalle mani messicane.conquistarla. La missione, segretamente ordinata dal presidente del Texas Mirabeau B. Lamar (nell'ambito del suo progetto di trasformare il Texas in una potenza continentale), ha lo scopo di prendere il controllo della lucrosa via di comunicazione che da Santa Fe porta verso il territorio statunitense.
- 20 giugno 1841 - Viene accolta la richiesta di Samuel Morse del rilasciato di un brevetto industriale per la sua invenzione del telegrafo.
- 7 luglio 1841 - Henry Clay presenta al Senato un insieme di proposte legislative per voltare pagina dalla linea politica jacksoniana in materia economica. I disegni di legge di Clay promuovono l'abolizione dell'Independent Treasury Act, l'aumento delle tariffe doganali, la costituzione di una banca nazionale e la suddivisione del denaro ottenuto dalla vendita dei terreni demaniali agli stati. Le proposte, tutte quante facenti parte del programma politico dei Whig, vengono duramente criticate dal presidente Tyler, il quale vede in questa mossa di Clay un tentativo per delegittimarlo agli occhi del partito e della nazione.
- 28 luglio 1841 - La maggioranza Whig al Senato approva il Fiscal Bank Bill di Henry Clay, che istituisce una banca nazionale (chiamata Fiscal Bank) nel Distretto di Columbia. La "palla" passa ora alla Camera.
- 28 luglio 1841 - Il cadavere di una donna, Mary Rogers, viene ritrovato sul fiume Hudson, a New York. Subito si pensa ad una violenza sessuale di gruppo, ma una testimone afferma che la vittima gli avrebbe confidato di voler abortire, quindi la procedura clandestina gli sarebbe costata la vita. Il caso di cronaca nera accende la polemica sui giornali e nell'opinione pubblica. Edgar Allan Poe trarrà ispirazione da questa vicenda per scrivere il suo racconto Il mistero di Marie Rogêt.
- 6 agosto 1841 - Anche la maggioranza Whig alla Camera approva il Fiscal Bank Bill di Henry Clay, che istituisce una banca nazionale. Ora si attende la controfirma o il veto del presidente John Tyler.
- 9 agosto 1841 - Una nuova tragedia colpisce il trasporto marittimo a vapore. Durante la sua navigazione sul lago Erie, esplode il piroscafo Erie e affonda nelle acque del lago. Muoiono 175 persone.
- 13 agosto 1841 - Su proposta di Henry Clay, il Congresso approva una legge che abroga l'Independent Treasury Act. In tal modo il Segretario al tesoro riacquista tutte le sue prerogative per quanto riguarda la gestione dei fondi federali e l'utilizzo delle banche sparse sul territorio per depositarli. L'approvazione di questa norma è propedeutica alla fondazione di una nuova banca nazionale, sul modello della Seconda Banca degli Stati Uniti.
- 16 agosto 1841 - Il presidente Tyler oppone il suo veto presidenziale al progetto di legge, sponsorizzato da Henry Clay, di ricostituire una banca nazionale. In Senato non si riesce a costituire una maggioranza sufficiente per l'override del veto, quindi il progetto decade. La decisione di Tyler è un vero voltafaccia rispetto alla tradizionale posizione del Partito Whig sul tema della politica economica, i cui esponenti del Congresso assediano letteralmente la Casa Bianca in segno di protesta.
- 19 agosto 1841 - Il Congresso approva un sistema uniforme a livello federale per la regolamentazione dello stato di fallimento.
- 29 agosto 1841 - La comunità afroamericana di Cincinnati (Ohio) festeggia l'anniversario dell'approvazione del britannico Slavery Abolition Act del 1833. La comunità bianca reagisce e si verificano una serie di scontri per tutta la città.
- 3 settembre 1841 - Sia al Senato che alla Camera dei rappresentanti vengono depositati dei progetti di legge che puntano nuovamente a creare una banca nazionale, puntando a mettere in difficoltà politica il presidente John Tyler.
- 4 settembre 1841 - Il Congresso approva il Distribution-Preemption Act, con il quale si consente ai coloni statunitensi delle terre occidentali di comprare la terra da loro illegalmente occupata in precedenza ad un costo irrisorio. Il Congresso prende quindi posizione sul tema della scelta della direzione da prendere nella politica di distribuzione delle terre: preferire l'aumento delle entrate federali/statali, o favorire l'insediamento su larga scala? La scelta cade sulla seconda via. Tuttavia, la norma non prevede la distribuzione delle risorse accumulate dalla vendita di questi terreni agli stati, bensì sono di competenza del governo federale.
- 9 settembre 1841 - Per una seconda volta, John Tyler oppone il suo veto presidenziale alla proposta di legge sulla banca nazionale. La reazione della maggioranza Whig al Congresso è durissima.
- 11 settembre 1841 - Tutti i membri del gabinetto del presidente Tyler (a parte il Segretario di stato, Daniel Webster) si dimettono, in segno di protesta contro il suo veto alla legge riguardante l'istituzione di una nuova banca nazionale. In loro sostituzione, Tyler sceglie fra diversi esponenti politici rappresentanti degli stati del Sud, aumentando il peso di questi ultimi nella linea politica del presidente.
- 27 ottobre 1841 - Un gruppo di schiavi a bordo del vascello statunitense Creole, diretta verso il porto di New Orleans, prendono il controllo della nave e sbarcano a Nassau, territorio britannico dove la schiavitù è stata abolita. Una volta sbarcati vengono tutti dichiarati liberi. Il caso arriva all'attenzione dell'opinione pubblica e crea un nuovo incidente diplomatico con la Gran Bretagna. Tyler, per via del suo Segretario di stato Daniel Webster, chiede la restituzione degli schiavi ai loro proprietari statunitensi. È uno dei primi casi in cui la sua amministrazione si schiera a favore degli stati del Sud dopo il "giro di vite" avvenuto nel suo gabinetto.
- novembre 1841 - John Bidwell guida la prima carovana di coloni statunitensi attraverso le Montagne Rocciose per raggiungere la California, fino ad un luogo che oggi corrisponde alla città di Sacramento. La via di comunicazione da lui aperta sarà utilizzata largamente nella "corsa all'oro" californiana.
- 16 dicembre 1841 - Il senatore del Missouri Lewis Linn propone un disegno di legge che vuole promuovere la colonizzazione dell'Oregon, autorizzando l'impiego delle forze armate statunitensi per scortare i coloni. La proposta viene bocciata ma è un segnale chiaro per i britannici che gli Stati Uniti vogliono espandersi fino al Pacifico.
- marzo 1842 - La Corte suprema dello stato del Massachusetts emana la sentenza Commonwealth v. John Hunt & Others, con la quale dichiara legittimo il diritto di sciopero e di associazione sindacale, purché sia esercitato secondo i limiti di legge.
- 1º marzo 1842 - La Corte suprema degli Stati Uniti emana la sentenza Prigg v. Pennsylvania nella quale dichiara incostituzionale qualunque norma statale che favorisca la cooperazione tra gli stati per la cattura degli schiavi in fuga; questo compito, dichiara la sentenza, è di competenza federale. Se, da una lato, indebolisce lo schema legislativo del Fugitive Slave Act del 1793, d'altro lato la sentenza apre le porte a norme federali ancora più restringenti in tema di schiavitù che possono ignorare qualunque legislazione statale in materia (soprattutto quelle degli stati non schiavisti del Nord).
- 5 marzo 1842 - Le truppe messicane, al comando del generale Rafael Vasquez, invadono il Texas e occupano per breve tempo la città di San Antonio, per poi ritornare al di là del Rio Grande.
- 9 marzo 1842 - Presso il Placerita Canyon, nei dintorni dell'attuale San Francisco, Francisco Lopez scopre una vena d'oro. È la prima scoperta del metallo prezioso in California e da qui parte la grande "corsa all'oro" californiana.
- 21-23 marzo 1842 - Il rappresentante abolizionista Joshua Giddings tiene al Congresso un discorso nel quale sostiene esplicitamente che la Gran Bretagna è nel giusto a non restituire gli schiavi africani rifugiatisi a Nassau dopo aver preso il controllo della Creole. I rappresentanti degli stati del Sud propongono e fanno votare una mozione di censura nei confronti di Giddings, il quale si dimette. Il successivo maggio sarà nuovamente rieletto.
- 30 marzo 1842 - Il Congresso approva il Tariff Act. La legge aumenta i dazi doganali per le merci importate nel territorio statunitense fino ai livelli della precedente legge del 1832,  oltre che ordinare la sospensione di qualsiasi distribuzione agli stati dei proventi derivanti dalle vendite delle terre demaniali.
- 31 marzo 1842 - Henry Clay, in disaccordo con il suo partito, si dimette dal Senato. Dichiara di voler ricostruire il Partito Whig dalle fondamenta. Tornerà ad occupare un seggio al Senato nel 1849.
- 4 aprile 1842 - Alexander Baring, ministro plenipotenziario britannico, presenta le sue credenziali al governo federale a Washington. Il suo compito è quello di intavolare negoziati con il Segretario di stato Daniel Webster per evitare qualunque futura contesa al confine tra Canada e Stati Uniti.
- 19 maggio 1842 - Alcuni uomini armati, guidati da Thomas Wilson Dorr, assaltano l'arsenale della milizia dello stato a Providence, nel Rhode Island, venendo respinti facilmente. Dorr e i suoi uomini, appartenenti alla classe medio-bassa della città, protestano contro il governo del Rhode Island, da sempre controllato da una piccola élite agraria. La legge elettorale dello stato (risalente al 1663, ovvero al periodo coloniale) consente infatti dii votare soltanto a coloro che possiedono un terreno. Dopo l'azione verrà approvata una riforma della legge elettorale, che consentirà a tutti gli uomini bianchi in possesso di proprietà pari ad un valore di 134 dollari di poter votare.
- 10 giugno 1842 - Il tenente Charles Wilkes fa ritorno a New York con la sua flotta dopo aver portato a termine la missione di esplorazione lungo i mari attorno al continente americano. La missione di Wilkes ha navigato per 90.000 miglia, esplorando il Pacifico e l'Antartide.
- 25 giugno 1842 - Il Congresso approva il Reapportionment Act, obbligando tutti i membri del Congresso ad essere eletti per distretto, ed eliminando le circoscrizioni statuali (at-large).
- 29 giugno 1842 - Il presidente Tyler oppone il suo veto al Tariff Act approvato dal Congresso. È la goccia che fa traboccare il vaso tra lui e il Whig.
- 1º agosto 1842 - Per commemorare l'8º anniversario dell'abolizione della schiavitù nelle Indie britanniche occidentali, più di mille afroamericani della Young Men's Vigilant Association si raduna in parata e sfila per le vie della città di Boston. Durante il corteo però vengono attaccati da un gruppo di bianchi irlandesi cattolici, che poi si muovono per le strade di Boston puntando ad assaltare l'abitazione di Robert Purvis, leader del movimento abolizionista in città (nonché uno dei segreti organizzatori della Underground Railroad). A salvare la situazione, riportano le cronache, sarebbe stato un prete cattolico che convinse gli irlandesi a fermarsi. Gli scontri continuarono per altri due giorni, prendendo di mira poliziotti e vigili del fuoco, oltre che numerose abitazioni ed edifici ricollegati al movimento abolizionista.
- 4 agosto 1842 - Con la controfirma del presidente Tyler entra in vigore l'Armed Occupation Act, con il quale si autorizza l'impiego dell'esercito nell'invasione militare di tutta la penisola della Florida.
- 9 agosto 1842 - Il Segretario di stato Daniel Webster e il ministro plenipotenziario britannico Alexander Baring firmano un trattato con il quale chiariscono le dispute territoriali tra Canada e Stati Uniti. Il trattato stabilisce definitivamente i rispettivi confini e vieta il traffico di schiavi al largo delle loro rispettive coste orientali e nei Grandi Laghi.
- 30 agosto 1842 - Dopo che un terzo progetto di legge è stato depositato, il Tariff Act viene controfirmato anche dal presidente Tyler. I dazi doganali vengono elevati ai livelli stabiliti nel 1832 e quando superano un certo livello si prevede la sospensione della divisione di questi proventi agli stati.
- 11 settembre 1842 - Dopo numerosi incidenti avvenuti al confine, l'esercito messicano supera la frontiera della Repubblica del Texas ed occupa la città di San Antonio.
- 13 ottobre 1842 - Il commodoro Lawrence Kearney arriva con la sua squadra al largo delle coste cinesi. Il suo compito è intavolare trattative commerciali con la dinastia Manciù, al potere in Cina.
- 26 novembre 1842 - Viene fondata l'Università di Notre Dame, nell'Indiana.
- 30 dicembre 1842 - Il presidente John Tyler, rimanendo in linea con la cosiddetta "dottrina Monroe" dichiara ufficialmente che le isole Hawaii sono da considerarsi all'interno della sfera di influenza statunitense, e qualunque manifestazione di interesse da parte di alcuna potenza straniera sarà considerata un'aggressione agli Stati Uniti.
- 3 febbraio 1843 - Il Senato approva il progetto di legge del senatore del Missouri Lewis Linn. Il disegno di legge prevede la costruzione di forti militari nell'Oregon per proteggere i coloni, oltre ad approntare un piano di assegnazione delle terre.
- 25 febbraio 1843 - Nonostante la dichiarazione ufficiale espressa dal presidente John Tyler, navi da battaglia britanniche navigano attorno alle isole Hawaii.
- 3 marzo 1843 - Come suo ultimo atto, il Congresso abroga il Bankruptcy Act del 1841, con il quale si stabiliva una procedura fallimentare unica, valevole per tutto il territorio federale.

## Atti legislativi più importanti
- 19 aprile 1841: Bankruptcy Act del 1841, 5 Stat. 440, ch. 9 (An Act to establish a uniform system of bankruptcy throughout the United States) - La legge, oltre che annullare il debito di numerosi debitori per valori modesti, ha introdotto due novità. Lo stato di fallimento può essere richiesto non solo da commercianti ma anche da singoli privati cittadini e la richiesta può essere sollevata non solo dai creditori, ma anche dallo stesso debitore.
- .4 settembre 1841: Preemption Act del 1841, 5 Stat. 453, ch. 16 (An Act to appropriate the proceeds of the sales of the public lands, and to grant pre-emption rights) - La legge mette in vendita fino a 160 acri di terra demaniale agli "occupanti" ad un prezzo per ettaro molto competitivo per un certo periodo limitato di tempo, distribuendo ad alcuni stati (Ohio, Indiana, Illinois, Alabama, Missouri, Mississippi, Louisiana, Arkansas e Michigan) il 10% del ricavato da queste vendite.
- 4 agosto 1842: Armed Occupation Act, 5 Stat. 502, ch. 122 (An Act to provide for the armed occupation and settlement of the unsettled part of the peninsula of East Florida) - La legge mira ad agevolare la popolazione della penisola della Florida, destinando all'occupazione da parte di coloni statunitensi 160 acri di terreno in quella regione con l'autorizzazione per le forze armate di entrare in azione a protezione di tali coloni.
- 30 agosto 1842: Tariff Act del 1842 ("Black Tariff"), Stat. 548, ch. 270 (An Act to provide revenue from imports, and to change and modify existing laws imposing duties on imports, and fort other purposes) - La legge (caldeggiata soprattutto da quella parte del Partito Whig legata agli interessi industriali degli stati del Nord), modifica gli effetti dei dazi che erano stati regolati con il "compromesso del 1833", nei quali si prevedeva una riduzione annuale. Con la legge del 1842 il Congresso riporta la tariffa doganale al 40% del valore (era al 20% nel 1842), favorendo soprattutto l'industria dell'acciaio. La legge sarà nuovamente modificata nel 1846 dalla nuova maggioranza democratica.

## Trattati
9 agosto 1842 - Viene firmato il trattato Webster-Ashburton, con il quale Stati Uniti e Canada si accordano definitivamente sui rispettivi confini ad est delle Montagne Rocciose fino all'Oceano Atlantico.

## Partiti

### Senato
|                             | Partiti  | Partiti | Totali | Vacanti |
| --------------------------- | -------- | ------- | ------ | ------- |
|                             |          |         | Totali | Vacanti |
| Democratico (D)             | Whig (W) |         | Totali | Vacanti |
| Congresso precedente        | 30       | 20      | 50     | 0       |
|                             |          |         |        |         |
| Inizio                      | 22       | 29      | 51     | 1       |
| Fine                        | 20       | 29      | 49     | 3       |
| % Fine                      | 40,8%    | 59,2%   |        |         |
|                             |          |         |        |         |
| Inizio Congresso successivo | 22       | 26      | 48     | 4       |

### Camera dei rappresentanti
|                             | Partiti                       | Partiti  | Partiti | Partiti | Totali | Vacanti |
| --------------------------- | ----------------------------- | -------- | ------- | ------- | ------ | ------- |
|                             |                               |          |         |         | Totali | Vacanti |
| Democratico (D)             | Indipendenti Democratici (ID) | Whig (W) | Altri   |         | Totali | Vacanti |
| Congresso precedente        | 124                           | 0        | 111     | 2       | 237    | 0       |
|                             |                               |          |         |         |        |         |
| Inizio                      | 98                            | 1        | 142     | 0       | 241    | 1       |
| Fine                        | 101                           | 1        | 139     | 0       | 241    | 1       |
| % Fine                      | 41,9%                         | 0,4%     | 57,7%   | 0,0%    |        |         |
|                             |                               |          |         |         |        |         |
| Inizio Congresso successivo | 147                           | 1        | 72      | 3       | 223    | 0       |

## Leadership

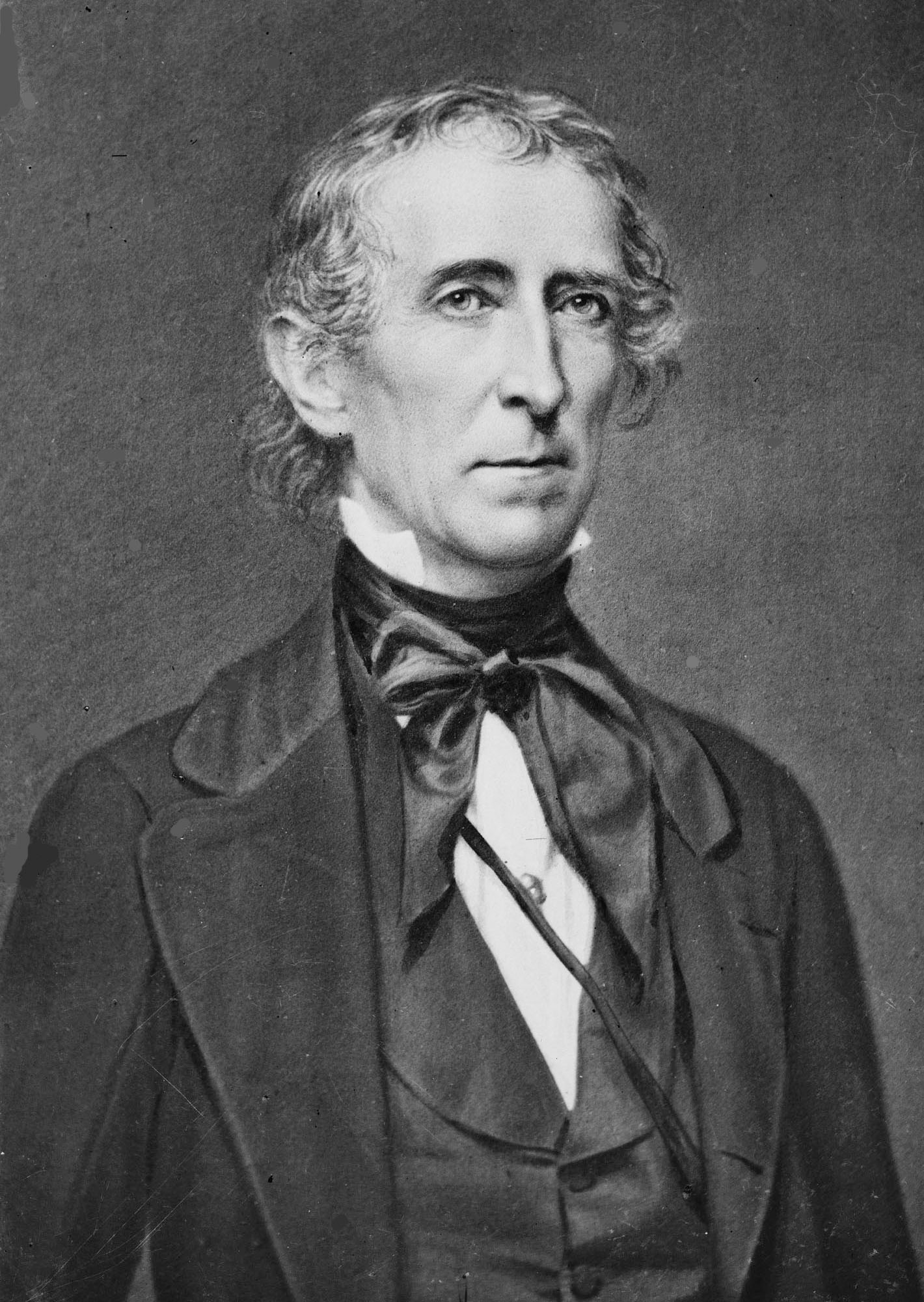
Il presidente del Senato John Tyler (W).

### Senato
- Presidente: John Tyler (W), fino al 4 aprile 1841
  - carica vacante, dal 4 aprile 1841
- Presidente pro tempore: William R. King (D), dal 4 aprile 1841
  - Samuel L. Southard (W), dall'11 marzo 1841 al 31 maggio 1842
  - Willie P. Mangum (W), dal 31 maggio 1842

### Camera dei rappresentanti
- Speaker: John White (W)

## Membri

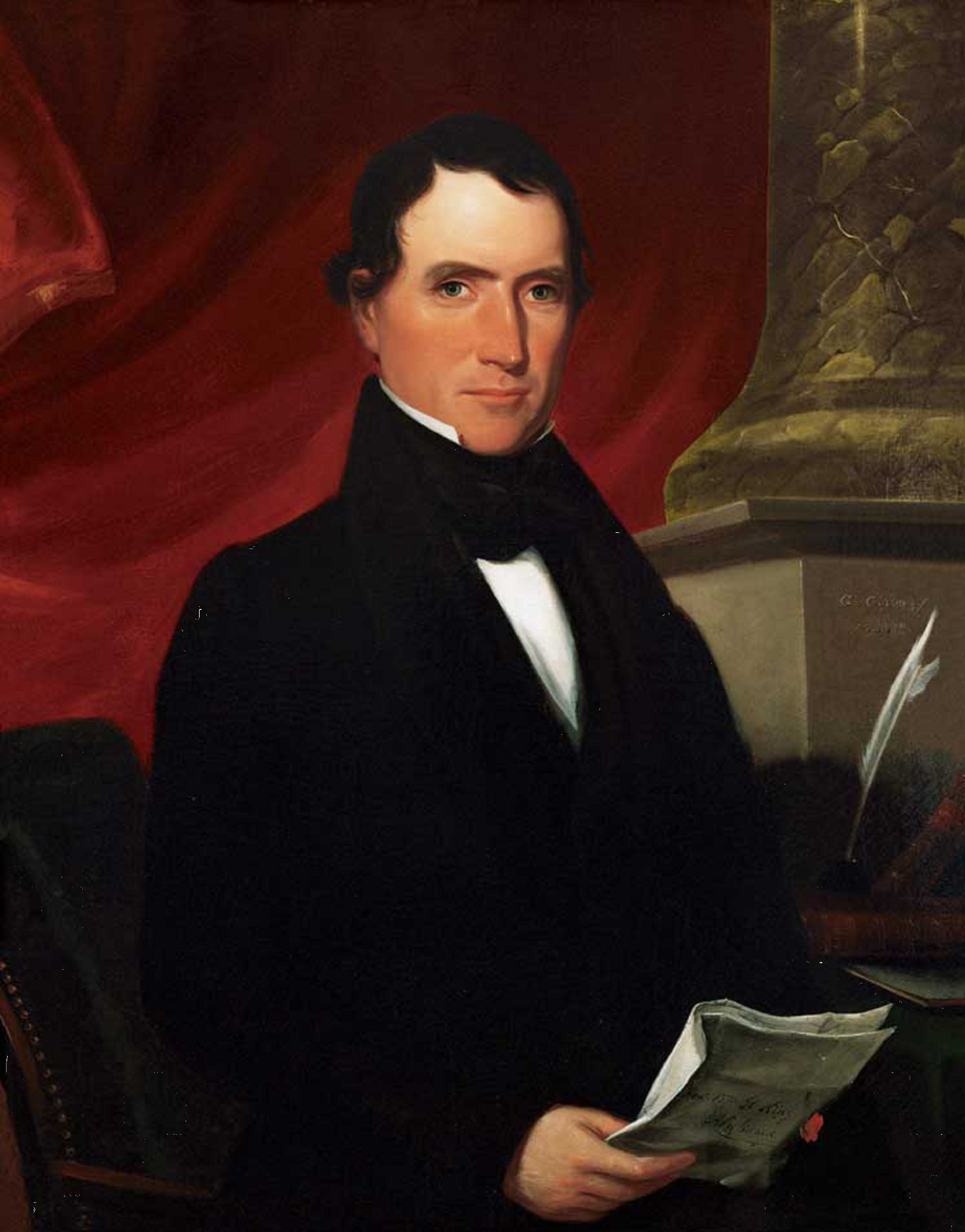
Il presidente pro tempore del Senato (1841) William R. King (W).

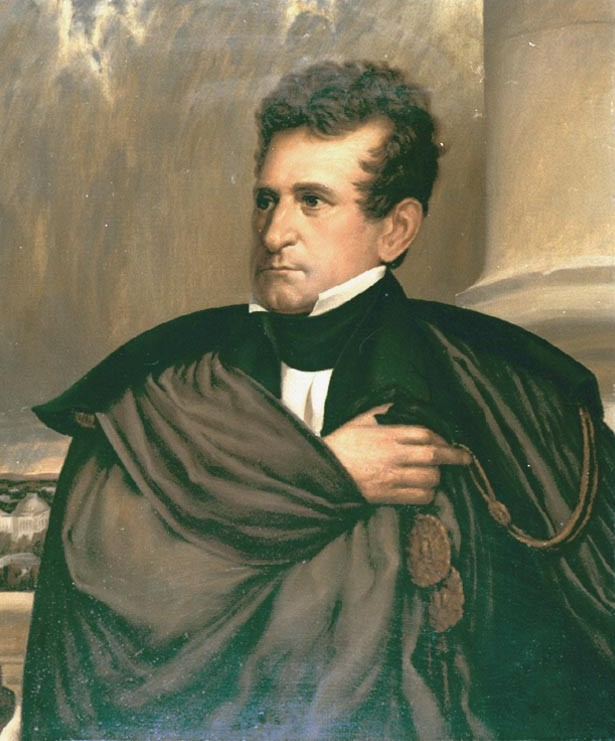
Il presidente pro tempore del Senato (1841-1842) Samuel L. Southard (W).

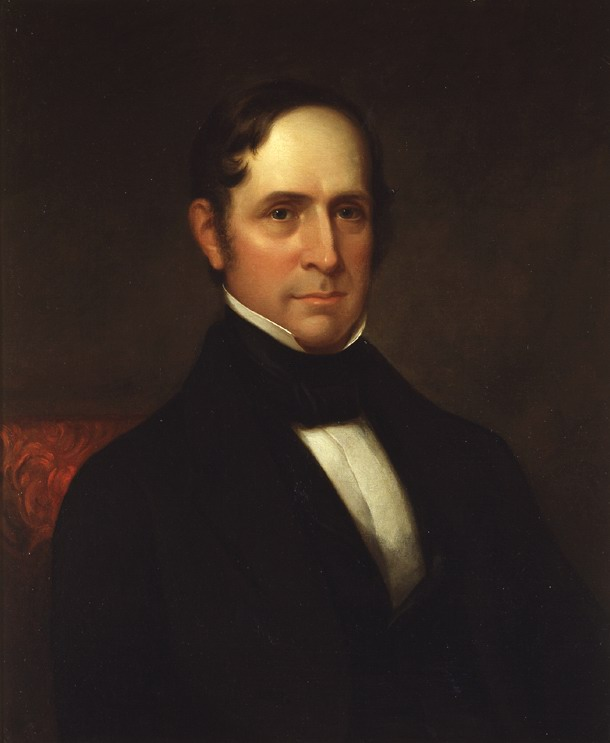
Il presidente pro tempore del Senato (1842-1843) Willie P. Mangum (W).

### Senato
I senatori stati eletti ogni due anni e ad ogni Congresso ne viene rinnovato un terzo. Prima del nome di ogni senatore viene indicata la "classe", ovvero il ciclo di elezioni in cui è stato eletto. Per il 27º Congresso furono sottoposti ad elezione i senatori di classe 3.
Alabama
- 2. William R. King (D)
- 3. Clement C. Clay (D), fino al 15 febbraio 1841
  - Arthur P. Bagby (D), dal 24 novembre 1841

Arkansas
- 2. William S. Fulton (D)
- 3. Ambrose H. Sevier (D)

Carolina del Nord
- 2. Willie P. Mangum (W)
- 3. William A. Graham (W)

Carolina del Sud
- 2. John C. Calhoun (D)
- 3. William C. Preston (W), fino al 29 novembre 1842
  - George McDuffie (D), dal 23 dicembre 1842

Connecticut
- 1. Jabez W. Huntington (W)
- 3. Perry Smith (D)

Delaware
- 1. Richard H. Bayard (W)
- 2. Thomas Clayton (W)

Georgia
- 2. John M. Berrien (W)
- 3. Alfred Cuthbert (D)

Illinois
- 2. Samuel McRoberts (D)
- 3. Richard M. Young (D)

Indiana
- 1. Albert S. White (W)
- 3. Oliver H. Smith (W)

Kentucky
- 2. James T. Morehead (W)
- 3. Henry Clay (W), fino al 31 marzo 1842
  - John J. Crittenden (W), dal 31 marzo 1842

Louisiana
- 2. Alexander Barrow (W)
- 3. Alexander Mouton (D), fino al 1º marzo 1842
  - Charles M. Conrad (W), dal 14 aprile 1842

Maine
- 1. Reuel Williams (D), fino al 15 febbraio 1843
  - seggio vacante, dal 15 febbraio 1843
- 2. John Ruggles (D)

Maryland
- 1. William D. Merrick (W)
- 3. John L. Kerr (W)

Massachusetts
- 1. Rufus Choate (W)
- 2. Isaac C. Bates (W)

Michigan
- 1. Augustus S. Porter (W)
- 2. William Woodbridge (W)

Mississippi
- 1. John Henderson (W)
- 2. Robert J. Walker (D)

Missouri
- 1. Thomas H. Benton (D)
- 3. Lewis F. Linn (D)

New Hampshire
- 2. Levi Woodbury (D)
- 3. Franklin Pierce (D), fino al 28 febbraio 1842
  - Leonard Wilcox (D), dal 1º marzo 1842

New Jersey
- 1. Samuel L. Southard (W), fino al 26 giugno 1842
  - William L. Dayton (W), dal 2 luglio 1842
- 2. Jacob W. Miller (W)

New York
- 1. Nathaniel P. Tallmadge (D)
- 3. Silas Wright, Jr. (D)

Ohio
- 1. Benjamin Tappan (D)
- 3. William Allen (D)

Pennsylvania
- 1. Daniel Sturgeon (D)
- 3. James Buchanan (D)

Rhode Island
- 1. Nathan F. Dixon (W), fino al 29 gennaio 1842
  - William Sprague (W), dal 18 febbraio 1842
- 2. James F. Simmons (W)

Tennessee
- 1. Alfred O.P. Nicholson (D), fino al 7 febbraio 1842
  - seggio vacante, dal 7 febbraio 1842
- 2. seggio vacante

Vermont
- 1. Samuel S. Phelps (W)
- 3. Samuel Prentiss (W), fino all'11 aprile 1842
  - Samuel C. Crafts (W), dal 23 aprile 1842

Virginia
- 1. William C. Rives (D)
- 2. William S. Archer (W)

### Camera dei rappresentanti

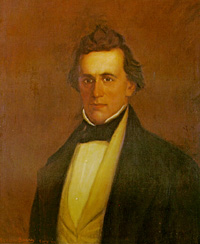
Lo speaker della Camera dei rappresentanti John White (W).

Nell'elenco, prima del nome del membro, viene indicato il distretto elettorale di provenienza o se quel membro è stato eletto in un collegio unico (at large).
Alabama
- At-large. Reuben Chapman (D)
- At-large. George S. Houston (D)
- At-large. Dixon H. Lewis (D)
- At-large. William W. Payne (D)
- At-large. Benjamin G. Shields (D)

Arkansas
- At-large. Edward Cross (D)

Carolina del Nord
- 1. Kenneth Rayner (W)
- 2. John R.J. Daniel (D)
- 3. Edward Stanly (W)
- 4. William H. Washington (W)
- 5. James I. McKay (D)
- 6. Archibald H. Arrington (D)
- 7. Edmund Deberry (W)
- 8. Romulus M. Saunders (D)
- 9. Augustine H. Shepperd (W)
- 10. Abraham Rencher (W)
- 11. Greene W. Caldwell (D)
- 12. James Graham (W)
- 13. Lewis Williams (W), fino al 23 febbraio 1842
  - Anderson Mitchell (W), dal 27 aprile 1842

Carolina del Sud
- 1. Isaac E. Holmes (D)
- 2. Robert Rhett (D)
- 3. John Campbell (N)
- 4. Sampson H. Butler (D), fino al 27 settembre 1842
  - Samuel W. Trotti (D), dal 17 dicembre 1842
- 5. Francis W. Pickens (N)
- 6. William Butler (W)
- 7. James Rogers (D)
- 8. Thomas D.L. Sumter (D)
- 9. Patrick C. Caldwell (D)

Connecticut
- 1. Joseph Trumbull (W)
- 2. William W. Boardman (W)
- 3. Thomas W. Williams (W)
- 4. Thomas B. Osborne (W)
- 5. Truman Smith (W)
- 6. John H. Brockway (W)

Delaware
- At-large. George B. Rodney (W)

Georgia
- At-large. Julius C. Alford (W), fino al 1º ottobre 1841
  - Edward J. Black (D), dal 3 gennaio 1842
- At-large. William C. Dawson (W), fino al 13 novembre 1841
  - Walter T. Colquitt (W), dal 3 gennaio 1842
- At-large. Thomas F. Foster (W)
- At-large. Roger L. Gamble (W)
- At-large. Richard W. Habersham (W), fino al 2 dicembre 1842
  - George W. Crawford (W), dal 7 gennaio 1843
- At-large. Thomas B. King (W)
- At-large. James A. Meriwether (W)
- At-large. Eugenius A. Nisbet (W), fino al 12 ottobre 1841
  - Mark A. Cooper (D), fino al 3 gennaio 1842
- At-large. Lott Warren (W)

Illinois
- 1. John Reynolds (D)
- 2. Zadok Casey (ID)
- 3. John T. Stuart (W)

Indiana
- 1. George H. Proffit (W)
- 2. Richard W. Thompson (W)
- 3. Joseph L. White (W)
- 4. James H. Cravens (W)
- 5. Andrew Kennedy (D)
- 6. David Wallace (W)
- 7. Henry S. Lane (W)

Kentucky
- 1. Linn Boyd (D)
- 2. Philipp Triplett (W)
- 3. Joseph R. Underwood (W)
- 4. Bryan Y. Owsley (W)
- 5. John B. Thompson (W)
- 6. Willis Green (W)
- 7. John Pope (W)
- 8. James C. Sprigg (W)
- 9. John White (W)
- 10. Thomas F. Marshall (W)
- 11. Landaff W. Andrews (W)
- 12. Garrett Davis (W)
- 13. William O. Butler (D)

Louisiana
- 1. Edward D. White, Sr. (W)
- 2. John B. Dawson (D)
- 3. John Moore (W)

Maine
- 1. Nathan Clifford (D)
- 2. William P. Fessenden (W)
- 3. Benjamin Randall (W)
- 4. seggio vacante, fino al 31 maggio 1841
  - David Bronson (W), dal 31 maggio 1841
- 5. Nathaniel Littlefield (D)
- 6. Alfred Marshall (D)
- 7. Joshua A. Lowell (D)
- 8. Elisha Allen (W)

Maryland
- 1. Isaac D. Jones (W)
- 2. James A. Pearce (W)
- 3. James W. Williams (D), fino al 2 dicembre 1842
  - Charles S. Sewall (D), dal 2 gennaio 1843
- 4. John P. Kennedy (W)
- 4. Alexander Randall (W)
- 5. William C. Johnson (W)
- 6. John T. Mason, Jr. (D)
- 7. Augustus R. Sollers (W)

Massachusetts
- 1. Robert C. Winthrop (W), fino al 25 maggio 1842
  - Nathan Appleton (W), dal 9 giugno 1842 fino al 28 settembre 1842
  - Robert C. Winthrop (W), dal 29 novembre 1842
- 2. Leverett Saltonstall (W)
- 3. Caleb Cushing (W)
- 4. William Parmenter (D)
- 5. Levi Lincoln, Jr. (W), fino al 16 marzo 1841
  - Charles Hudson (W), dal 3 maggio 1841
- 6. Osmyn Baker (W)
- 7. George N. Briggs (W)
- 8. William B. Calhoun (W)
- 9. William S. Hastings (W), fino al 17 giugno 1842
  - seggio vacante, dal 17 giugno 1842
- 10. Nathaniel B. Borden (W)
- 11. Barker Burnell (W)
- 12. John Quincy Adams (W)

Michigan
- At-large. Jacob M. Howard (W)

Mississippi
- At-large. William M. Gwin (D)
- At-large. Jacob Thompson (D)

Missouri
- At-large. John C. Edwards (D)
- At-large. John Miller (D)

New Hampshire
- At-large. Charles G. Atherton (D)
- At-large. Edmund Burke (D)
- At-large. Ira A. Eastman (D)
- At-large. John R. Reding (D)
- At-large. Jared W. Williams (D)

New Jersey
- At-large. John B. Aycrigg (W)
- At-large. William Halstead (W)
- At-large. John P.B. Maxwell (W)
- At-large. Joseph F. Randolph (W)
- At-large. Charles C. Stratton (W)
- At-large. Thomas J. Yorke (W)

New York
- 1. Charles A. Floyd (D)
- 2. Joseph Egbert (D)
- 3. Charles G. Ferris (D)
- 3. John McKeon (D)
- 3. James I Roosevelt (D)
- 3. Fernando Wood (D)
- 4. Aaron Ward (D)
- 5. Richard D. Davis (D)
- 6. James G. Clinton (D)
- 7. John Van Buren (D)
- 8. Jacob Houck, Jr. (D)
- 8. Robert McClellan (D)
- 9. Hiram P. Hunt (W)
- 10. Daniel D. Barnard (W)
- 11. Archibald L. Linn (W)
- 12. Bernard Blair (W)
- 13. Thomas A. Tomlinson (W)
- 14. Henry Bell Van Rensselaer (W)
- 15. John Sanford (D)
- 16. Andrew W. Doig (D)
- 17. David P. Brewster (D)
- 17. John G. Floyd (D)
- 18. Thomas C. Chittenden (W)
- 19. Samuel S. Bowne (D)
- 20. Samuel Gordon (D)
- 21. John C. Clark (D)
- 22. Samuel Partridge (D)
- 22. Lewis Riggs (D)
- 23. Victory Birdseye (W)
- 23. A. Lawrence Foster (W)
- 24. Christopher Morgan (W)
- 25. John Maynard (W)
- 26. Francis Granger (W), fino al 5 marzo 1841
  - John Greig (W), dal 21 maggio 1841 al 25 settembre 1841
  - Francis Granger (W), dal 27 novembre 1841
- 27. William M. Oliver (D)
- 28. Timothy Childs, Jr. (W)
- 29. Seth M. Gates (W)
- 30. John Young (W)
- 31. Staley N. Clarke (W)
- 32. Millard Fillmore (W)
- 33. Alfred Babcock (W)

Ohio
- 1. Nathanael G. Pendleton (W)
- 2. John B. Weller (D)
- 3. Patrick G. Goode (W)
- 4. Jeremiah Morrow (W)
- 5. William Doan (D)
- 6. Calvary Morris (W)
- 7. William Russell (W)
- 8. Joseph Ridgway (W)
- 9. William Medill (D)
- 10. Samson Mason (W)
- 11. Benjamin S. Cowen (W)
- 12. Joshua Mathiot (W)
- 13. James Mathews (D)
- 14. George Sweeny (D)
- 15. Sherlock J. Andrews (W)
- 16. Joshua R. Giddings (W), fino al 22 marzo 1842
  - seggio vacante, dal 22 marzo 1842 al 5 dicembre 1842
  - Joshua R. Giddings (W), dal 5 dicembre 1842
- 17. John Hastings (D)
- 18. Ezra Dean (D)
- 19. Samuel Stokely (W)

Pennsylvania
- 1. Charles Brown (D)
- 2. George W. Toland (W)
- 2. John Sergeant (W), fino al 15 settembre 1841
  - Joseph R. Ingersoll (W), dal 12 ottobre 1841
- 3. Charles J. Ingersoll (D)
- 4. Jeremiah Brown (W)
- 4. John Edwards (W)
- 4. Francis James (W)
- 5. Joseph Fornance (D)
- 6. Robert Ramsey (W)
- 7. John Westbrook (D)
- 8. Peter Newhard (D)
- 9.George M. Keim (D)
- 10. William Simonton (W)
- 11. James Gerry (D)
- 12. James Cooper (W)
- 13. Amos Gustine (D)
- 14. James Irvin (W)
- 15. Benjamin A. Bidlack (D)
- 16. John Snyder (D)
- 17. Davis Dimock, Jr. (D), fino al 13 gennaio 1842
  - Almon H. Read (D), dal 18 marzo 1842
- 18. Charles Ogle (W), fino al 10 maggio 1841
  - Henry Black (W), dal 28 giugno 1841 al 28 novembre 1841
  - James M. Russell (W), dal 21 dicembre 1841
- 19. Albert G. Marchand (D)
- 20. Enos Hook (D), fino al 18 aprile 1841
  - Henry W. Beeson (D), dal 31 maggio 1841
- 21. Joseph Lawrence (W), fino al 17 aprile 1842
  - Thomas M.T. McKennan (W), dal 30 maggio 1842
- 22. William W. Irwin (W)
- 23. William Jack (D)
- 24. Thomas Henry (W)
- 25. Arnold Plumer (D)

Rhode Island
- At-large. Robert B. Cranston (W)
- At-large. Joseph L. Tillinghast (W)

Tennessee
- 1. Thomas D. Arnold (W)
- 2. Abraham McClellan (D)
- 3. Joseph L. Williams (W)
- 4. Thomas J. Campbell (W)
- 5. Hopkins L. Turney (D)
- 6. William B. Campbell (W)
- 7. Robert L. Caruthers (W)
- 8. Meredith P. Gentry (W)
- 9. Harvey M. Watterson (D)
- 10. Aaron V. Brown (D)
- 11. Cave Johnson (D)
- 12. Milton Brown (W)
- 13. Christopher H. Williams (W)

Vermont
- 1. Hiland Hall (W)
- 2. William Slade (W)
- 3. Horace Everett (W)
- 4. Augustus Young (W)
- 5. John Mattocks (W)

Virginia
- 1. Francis Mallory (W)
- 2. George B. Cary (D)
- 3. John W. Jones (D)
- 4. William O. Goode (D)
- 5. Edmund W. Hubard (D)
- 6. Walter Coles (D)
- 7. William L. Goggin (W)
- 8. Henry A. Wise (D)
- 9. Robert M.T. Hunter (W)
- 10. John Taliaferro (W)
- 11. John M. Botts (W)
- 12. Thomas W. Gilmer (W)
- 13. Linn Banks (D), fino al 6 dicembre 1841
  - William Smith (D), dal 6 dicembre 1841
- 14. Cuthbert Powell (W)
- 15. Richard W. Barton (W)
- 16. William A. Harris (D)
- 17. Alexander H.H. Stuart (W)
- 18. George W. Hopkins (D)
- 19. George W. Summers (W)
- 20. Samuel L. Hays (D)
- 21. Lewis Steenrod (D)

Membri non votanti
Territorio della Florida
- David L. Yulee (D)

Territorio dell'Iowa
- Augustus C. Dodge (D)

Territorio del Wisconsin
- Henry Dodge (D)

## Cambiamenti nella rappresentanza

### Senato
| Stato (classe)       | Membro precedente         | Ragione del cambiamento                                                                                        | Successore             | Data della successione                                         |
| -------------------- | ------------------------- | --- | ---------------------- | -------------------------------------------------------------- |
| Alabama (3)          | Clement C. Clay (D)       | Clay si è dimesso il 15 novembre 1841.                                                                         | Arthur P. Bagby (D)    | Eletto il 24 novembre 1841                                     |
| Rhode Island (1)     | Nathan F. Dixon (W)       | Dixon è deceduto il 29 gennaio 1842.                                                                           | William Sprague (W)    | Eletto il 18 febbraio 1842                                     |
| Tennessee (1)        | Alfred O.P. Nicholson (D) | Nicholson si è dimesso il 7 febbraio 1842.                                                                     | Seggio vacante         |                                                                |
| New Hampshire (3)    | Franklin Pierce (D)       | Pierce si è dimesso il 28 febbraio 1842.                                                                       | Leonard Wilcox (D)     | Nominato ad interim il 1º marzo 1842 e successivamente eletto. |
| Louisiana (3)        | Alexander Mouton (D)      | Mouton si è dimesso il 1º marzo 1842 dopo essere stato eletto governatore della Louisiana.                     | Charles M. Conrad (W)  | Nominato il 14 aprile 1842                                     |
| Kentucky (3)         | Henry Clay (W)            | Clay si è dimesso il 31 marzo 1842.                                                                            | John J. Crittenden (W) | Nominato il 31 marzo 1842 e successivamente eletto.            |
| Vermont (3)          | Samuel Prentiss (W)       | Prentiss si è dimesso l'11 aprile 1842 per assumere la carica di giudice della Corte distrettuale del Vermont. | Samuel C. Crafts (W)   | Nominato il 23 aprile 1842 e successivamente eletto.           |
| New Jersey (1)       | Samuel L. Southard (W)    | Southard è deceduto il 26 giugno 1842.                                                                         | William L. Dayton (W)  | Nominato il 2 luglio 1842                                      |
| Carolina del Sud (3) | William C. Preston (W)    | Preston si è dimesso il 29 novembre 1842.                                                                      | George McDuffie (D)    | Eletto il 23 dicembre 1842                                     |
| Maine (1)            | Reuel Williams (D)        | Williams si è dimesso il 15 febbraio 1843.                                                                     | Seggio vacante         |                                                                |

### Camera dei rappresentanti
| Distretto             | Membro precedente        | Ragione del cambiamento | Successore               | Data della successione        |
| --------------------- | ------------------------ | --- | ------------------------ | ----------------------------- |
| 4° Maine              | Seggio vacante           | Il rappresentante George Evans si era già durante il precedente Congresso.                                                              | David Bronson (W)        | Insediato il 31 maggio 1841   |
| 26° New York          | Francis Granger (W)      | Granger si è dimesso il 5 marzo 1841 dopo essere stato nominato Direttore generale delle poste.                                         | John Greig (W)           | Insediato il 21 maggio 1841   |
| 5° Massachusetts      | Levi Lincoln, Jr. (W)    | Lincoln, Jr. si è dimesso il 16 marzo 1841 dopo essere stato nominato a capo dell'Ufficio dogane del porto di Boston.                   | Charles Hudson (W)       | Insediato il 3 maggio 1841    |
| 20° Pennsylvania      | Enos Hook (D)            | Hook si è dimesso il 18 aprile 1841. | Henry W. Beeson (D)      | Insediato il 31 maggio 1841   |
| 18° Pennsylvania      | Charles Ogle (W)         | Ogle è deceduto il 10 maggio 1841. | Henry Black (W)          | Insediato il 28 giugno 1841   |
| 2° Pennsylvania       | John Sergeant (W)        | Sergeant si è dimesso il 15 settembre 1841.                                                                                             | Joseph R. Ingersoll (W)  | Insediato il 12 ottobre 1841  |
| 26° New York          | John Greig (W)           | Greig si è dimesso il 25 settembre 1841.                                                                                                | Francis Granger (W)      | Insediato il 27 novembre 1841 |
| At-large Georgia      | Julius C. Alford (W)     | Alford si è dimesso il 1º ottobre 1841.                                                                                                 | Edward J. Black (D)      | Insediato il 3 gennaio 1842   |
| At-large Georgia      | Eugenius A. Nisbet (W)   | Nisbet si è dimesso il 12 ottobre 1841.                                                                                                 | Mark A. Cooper (D)       | Insediato il 3 gennaio 1842   |
| At-large Georgia      | William C. Dawson (W)    | Dawson si è dimesso il 13 novembre 1841.                                                                                                | Walter T. Colquitt (W)   | Insediato il 3 gennaio 1842   |
| 18° Pennsylvania      | Henry Black (W)          | Black è deceduto il 28 novembre 1841.                                                                                                   | James M. Russell (W)     | Insediato il 21 dicembre 1841 |
| 13° Virginia          | Linn Banks (D)           | Dopo essersi tenute nuove elezioni per una contestazione elettorale, Black ha perso le rielezioni.                                      | William Smith (D)        | Insediato il 6 dicembre 1841  |
| 17° Pennsylvania      | Davis Dimock, Jr. (D)    | Dimock, Jr. è deceduto il 13 gennaio 1842.                                                                                              | Almon H. Read (D)        | Insediato il 18 marzo 1842    |
| 13° Carolina del Nord | Lewis Williams (W)       | Williams è deceduto il 23 febbraio 1842.                                                                                                | Anderson Mitchell (W)    | Insediato il 27 aprile 1842   |
| 16° Ohio              | Joshua R. Giddings (W)   | Giddings si è dimesso il 22 marzo 1842 dopo un voto della Camera a favore della sua censura. Giddings ha poi rivinto le nuove elezioni. | Joshua R. Giddings (W)   | Insediato il 5 dicembre 1842  |
| 21° Pennsylvania      | Joseph Lawrence (W)      | Lawrence è deceduto il 17 aprile 1842.                                                                                                  | Thomas M.T. McKennan (W) | Insediato il 30 maggio 1842   |
| 1° Massachusetts      | Robert C. Winthrop (W)   | Winthrop si è dimesso il 25 maggio 1842.                                                                                                | Nathan Appleton (W)      | Insediato il 9 giugno 1842    |
| 9° Massachusetts      | William S. Hastings (W)  | Hastings è deceduto il 17 giugno 1842.                                                                                                  | Seggio vacante           |                               |
| 4° Carolina del Sud   | Sampson H. Butler (D)    | Butler si è dimesso il 27 settembre 1842.                                                                                               | Samuel W. Trotti (D)     | Insediato il 17 dicembre 1842 |
| 1° Massachusetts      | Nathan Appleton (W)      | Appleton si è dimesso il 28 settembre 1842.                                                                                             | Robert C. Winthrop (W)   | Insediato il 29 novembre 1842 |
| At-large Georgia      | Richard W. Habersham (W) | Habersham è deceduto il 2 dicembre 1842.                                                                                                | George W. Crawford (W)   | Insediato il 7 gennaio 1843   |
| 3° Maryland           | James W. Williams (D)    | Williams è deceduto il 2 dicembre 1842.                                                                                                 | Charles S. Sewall (D)    | Insediato il 2 gennaio 1843   |

## Comitati
Qui di seguito si elencano i singoli comitati e i presidenti di ognuno (se disponibili).

### Senato
- Agriculture
- Audit and Control the Contingent Expenses of the Senate
- Claims
- Commerce
- Distributing Public Revenue Among the States (select committee)
- District of Columbia
- Finance
- Fiscal Corporation of the United States (select committee)
- Foreign Relations
- Indian Affairs
- Judiciary
- Manufactures
- Military Affairs
- Militia
- Naval Affairs
- Patents and the Patent Office
- Pensions
- Post Office and Post Roads
- Printing
- Private Land Claims
- Public Buildings and Grounds
- Public Lands
- Revolutionary Claims
- Roads and Canals
- Tariff Regulation (select committee)
- Whole

### Camera dei rappresentanti
- Accounts
- Agriculture
- Apportionment of Representatives (select committee)
- Claims
- Commerce
- District of Columbia
- Elections
- Expenditures in the Navy Department
- Expenditures in the Post Office Department
- Expenditures in the State Department
- Expenditures in the Treasury Department
- Expenditures in the War Department
- Expenditures on Public Buildings
- Foreign Affairs
- Indian Affairs
- Invalid Pensions
- Manufactures
- Memorial of the Agricultural Bank of Mississippi (select committee)
- Mileage
- Military Affairs
- Militia
- Naval Affairs
- Patents
- Post Office and Post Roads
- Public Buildings and Grounds
- Public Expenditures
- Public Lands
- Revisal and Unfinished Business
- Revolutionary Claims
- Roads and Canals
- Rules (select committee)
- Standards of Official Conduct
- Territories
- Ways and Means
- Whole

### Comitati bicamerali (Joint)
- Enrolled Bills